# مكس
المَكْسُ (بفتح الميم) وجمعه مُكوس، هو الجباية والضريبة التي يأخذها الماكس، وهي دراهم كانت تؤخذ من بائع السلع في الأسواق في الجاهلية، وهو محرَّم بنص القرآن والسُّنَّة والأثر والإجماع فهو يندرج تحت أكل أموال النَّاس بالباطل أيّ بغير حقٍّ، يقول الله في سورة البقرة ﴿وَلَا تَأْكُلُوا أَمْوَالَكُمْ بَيْنَكُمْ بِالْبَاطِلِ وَتُدْلُوا بِهَا إِلَى الْحُكَّامِ لِتَأْكُلُوا فَرِيقًا مِنْ أَمْوَالِ النَّاسِ بِالْإِثْمِ وَأَنْتُمْ تَعْلَمُونَ ۝١٨٨﴾ [البقرة:188].
وعندما جاء الإسلام فرض العشور وهي ما يأخذه العاشر من أموال، أي ما تفرضه الدولة على أموال التجارة الصادرة من البلاد والواردة إليها وهي ليست محرمة. فهناك فرق بين الضرائب التي تفرضها الدولة والمكوس، فالضرائب هي نسبة من المال أو مقدار محدد منه تفرضه الدولة وفقاً لشروط معينة عند الحاجة للحصول على إيرادات تساهم في تنظيم أمور الناس وخدمتهم وتحقيق المنافع العامة للناس والمحافظة عليها وتطويرها: كالمرافق الصحية، والتعليمية، والدفاعية والأمنية، لذا فهي من السياسة الشرعية التي يرجع الأمر في فرضها وتقديرها لولي الأمر، أما المكوس فهو أخذ أموال الناس ظلما وغصباً وبغير حق لا لمصلحة الجماعة ولكن لصالح الآمر بجمعها بغرض الابتزاز والثراء والتسلط على الضعفاء وليس بهدف خدمتهم، مثل ما يقوم به بعض الأشخاص اليوم الذين يطلق عليهم اسم (فارضي الأتاوات أو عصابات الأشرار أو قاطعي الطرق).

## الأدلة الشرعية
يعتبر المكس من الكبائر في الإسلام فالمكاس يأخذ ما لا يملك ويعطيه لمن لا يستحق، ولهذا وردت أحاديث عن النبي محمد ينهى فيه عن المكس ويتوعد فاعله، منها ما رواه عقبة بن عامر، قال: سمعت رسول الله صلى الله عليه وسلم قال: «لاَ يَدْخُلُ الْجَنَّةَ صَاحِبُ مَكْسٍ». وما رواه بريدة عن قصة المرأة الغامدية مرفوعًا عن النبي محمد أنه قال: «مَهْلاً يَا خَالِدُ فَوَالَّذِي نَفْسِي بِيَدِهِ لَقَدْ تَابَتْ تَوْبَةً لَوْ تَابَهَا صَاحِبُ مَكْسٍ لَغُفِرَ لَهُ»، وما رواه أبو هريرة قال: قال رسول الله صلى الله عليه وسلم: «كُلُّ الْمُسْلِمِ عَلَى الْمُسْلِمِ حَرَامٌ دَمُهُ وَمَالُهُ وَعِرْضُهُ». وما رواه أبو الخير قال: «عرض مسلمة ابن مُخلَّد ـ وكان أميرًا على مصر ـ على رُوَيْفِع ابن ثابت أنْ يوليَه العشور، فقال: إنّي سمعت رسول الله صلى الله عليه وسلم يقول: «إِنَّ صَاحِبَ الْمَكْسِ فِي النَّارِ».
كما ورد في القرآن عدة آيات تحرم المكس وتتوعده فاعله كونه يندرج تحت الظلم وأكل أموال النَّاس بالباطل، يقول الله في سورة النحل ﴿إِنَّ اللَّهَ يَأْمُرُ بِالْعَدْلِ وَالْإِحْسَانِ وَإِيتَاءِ ذِي الْقُرْبَى وَيَنْهَى عَنِ الْفَحْشَاءِ وَالْمُنْكَرِ وَالْبَغْيِ يَعِظُكُمْ لَعَلَّكُمْ تَذَكَّرُونَ ۝٩٠﴾ [النحل:90].